# یواس‌آرسی جیمز مدیسون (۱۸۰۷)
یواس‌آرسی جیمز مدیسون (۱۸۰۷) (به انگلیسی: USRC James Madison (1807)) یک کشتی است که طول آن ۸۶ فوت ۳ اینچ (۲۶٫۳ متر) می‌باشد. این کشتی در سال ۱۸۰۷ ساخته شد.